# Domplatz (Passau)

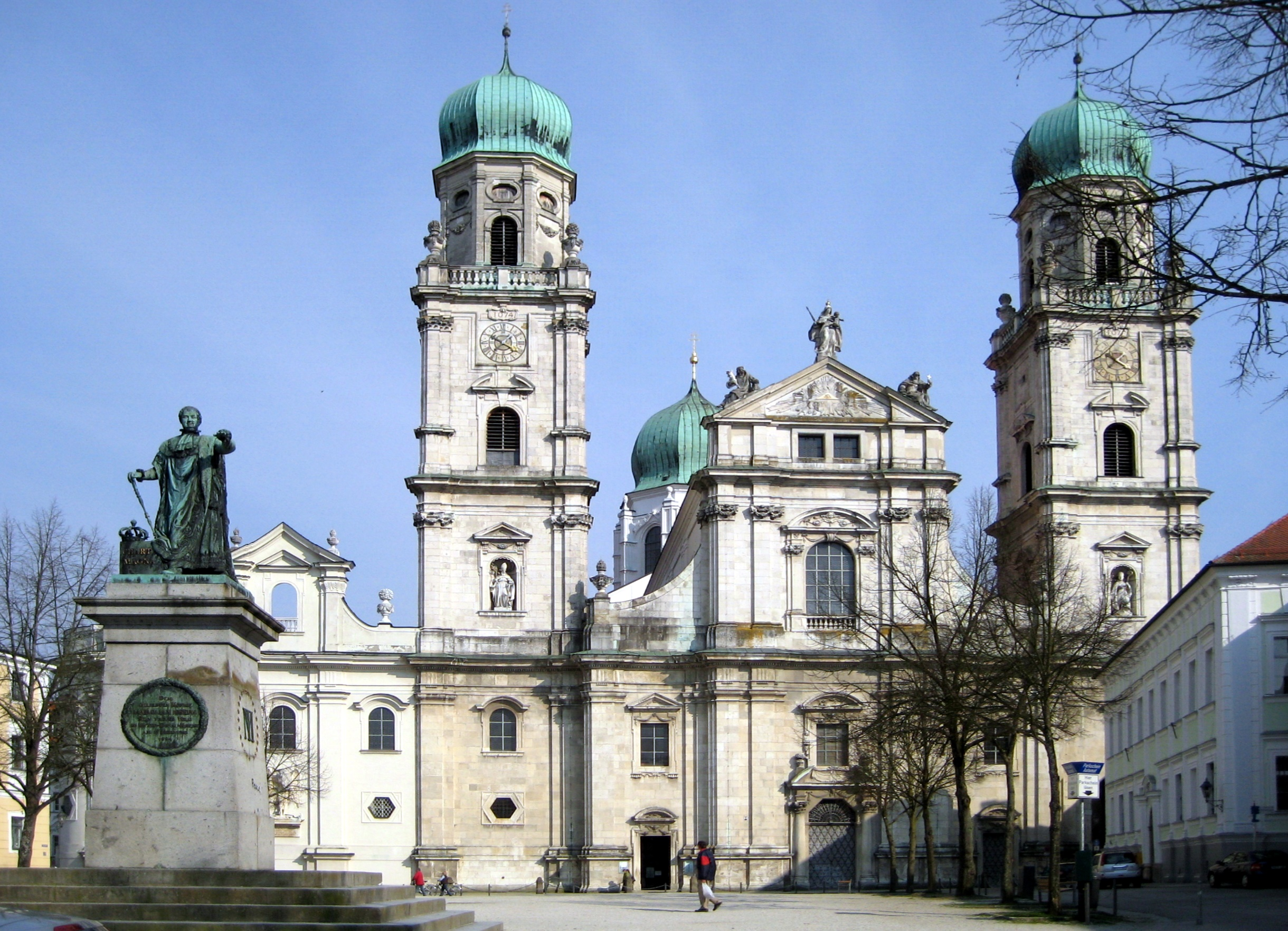
Der Domplatz mit dem Dom. Links das Denkmal König Maximilians I.

Der Domplatz in Passau ist der Platz vor dem Dom St. Stephan und zugleich der höchste Punkt der Passauer Altstadt. 
Der Domplatz westlich des Domes wurde im Jahr 1150 geschaffen. Bis zum Jahr 1824 war er für das Volk nicht zugänglich. Um den Platz gruppieren sich eine Reihe ehemaliger Domherrenhöfe, die in ihrer jetzigen Form im Wesentlichen nach den Stadtbränden von 1662 und 1680 entstanden. Der bedeutendste davon ist auf der gegenüberliegenden Seite des Domes das sehenswerte Lamberg-Palais. An der einzigen Autozufahrt zum Domplatz steht das moderne Landratsamt.
In der Mitte des Platzes befindet sich ein 1824 enthülltes Denkmal des ersten bayerischen Königs Maximilian I. Samstags findet auf dem Domplatz ein Wochenmarkt statt, seit 2004 in der Zeit vor Weihnachten auch ein Christkindlmarkt.